# X3型电力动车组

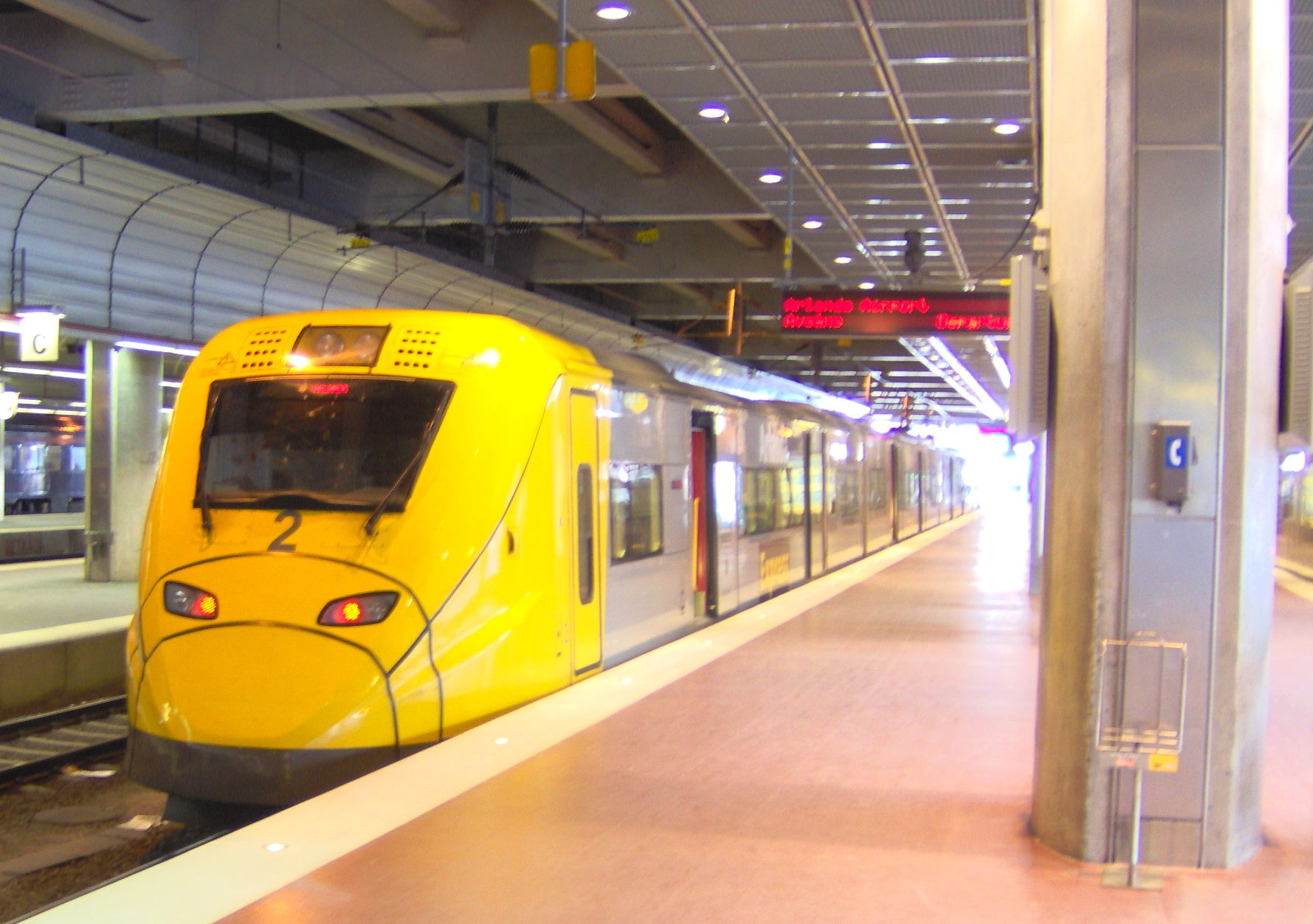
X3列車

X3列車，是行走瑞典阿蘭達快線的電力動車組車種之一，來往斯德哥爾摩中央车站至斯德哥尔摩-阿兰达机场之間。全數列車均由阿爾斯通製造，採用4節編組，於1998年至1999年間付運，最高時速可達200公里。
列車採用標準軌距，供電方面採用瑞典鐵路系統標準的交流15 kV及16⅔ Hz，但線路及車站方面則獨立於其他鐵路。

## 外部連結
- Arlanda Express（页面存档备份，存于） （瑞典文） （英文）
- X3資料 (Järnväg.net) （瑞典文）